# Рейнольдс, Джон Рассел
Сэр Джон Ра́ссел Рейнольдс (англ. John Russell Reynolds; 22 мая 1828, Ромси, Гэмпшир — 29 мая 1896, Лондон) — британский терапевт, невролог и фармаколог, доктор медицины, редактор и автор капитального труда «System of Medicine» (1866—1879, 5 томов).

## Биография
Рейнольдс получил общее образование от своего отца, а затем отправился в Университетский колледж Лондона для изучения медицины. В 1851 году окончил факультет медицины в Лондонском университете c золотой медалью.
В 1852 году получил звание доктора медицины и начал практиковать в Лидсе, но вскоре переехал в Лондон. В 1855 был помощником врача в больнице для больных детей, а в 1857 году — помощником врача в вестминстерской больнице. В 1859 году был избран членом Королевской коллегии врачей, в этом же году — назначен помощником врача в больнице Университетского колледжа Лондона.
В 1866 году назначен профессором Университетского Колледжа, должность занимал до 1878 года. С 1868 по 1870 год — декан медицинского факультета. В 1869 году избран членом Королевского общества. В 1878 году Рейнольдс назначен личным врачом королевы Виктории. В 1894 году стал президентом Королевского медицинского колледжа.
Имя Рейнольдса и ссылки на его работы упоминаются в «Журнале Британского Гомеопатического Общества» («The Journal of the British Homeopathic Society») в 1864 году, в «Британском журнале гомеопатии» («The British Journal of Homeopathy») в 1874 и в 1880 годах. В 1868 году Рейнольдс был редактором «The British Journal of Homeopathy».

## Научная деятельность

### Исследования эпилепсии
Рейнольдс был одним из первых психиатров, подробно изучавшим поведение больных эпилепсией. Выражал сомнение по поводу сложившейся гипотезы о том, что эпилепсия практически всегда сопровождается психическими расстройствами. Изучал когнитивные и аффективные функции на примере 62 больных идиопатической эпилепсией и выяснил, что 39 % пациентов не страдали психическими расстройствами, у 32 % были небольшие нарушения краткосрочной памяти, и только у 29 % были выявлены более серьёзные психические патологии.

### Исследования конопли
В 1890 году Рейнольд опубликовал статью «Терапевтическое применение и токсические эффекты конопли индийской», в которой, в частности, отметил, что «при чистоте препарата и внимательной дозировке это одно из самых ценных лекарственных средств, которые мы имеем». Согласно наблюдениям Рейнольдса, спиртовая настойка конопли индийской помогает при альгодисменорее, старческой бессоннице (0,2 г перед сном), мигрени, невралгии тройничного нерва и эпилепсии.
Рейнольдс отмечает, что многие проблемы с назначением препаратов конопли возникают в силу того, что они различны по силе, с трудом поддаются точной дозировке и их воздействие во многом зависит от индивидуальных особенностей организма. Поэтому медик, применяющий коноплю, должен стараться получать её из одного и того же источника, начинать лечение с малых доз и стараться не повышать их как можно дольше. По наблюдению Рейнольдса, первый приём более 0,6 г настойки способен вызвать «токсические эффекты» у большинства здоровых взрослых людей. Рекомендуемая им начальная доза составляет 0,1 г (2 капли крепкой настойки) на кусочек хлеба или сахара.